# Hauara
Hauara (en árabe: هوارة‎, en francés: Houara) es una localidad marroquí perteneciente al municipio de Buhalal, en la región de Tánger-Tetuán-Alhucemas. Desde 1912 hasta 1956 perteneció a la zona norte del Protectorado español de Marruecos.